# Buttelstedt
Buttelstedt är en ortsteil i kommunen Am Ettersberg i Landkreis Weimarer Land i förbundslandet Thüringen i Tyskland. Buttelstedt var en stad fram till den 1 januari 2019 när den uppgick i Am Ettersberg. Staden Buttelstedt hade 1 317 invånare 2018.